# Ras Gharib
Ras Gharib (arab. راس غارب) – miasto w Egipcie, w muhafazie Al-Bahr al-Ahmar. W 2006 roku liczyło 31 860 mieszkańców.